# Unity Line

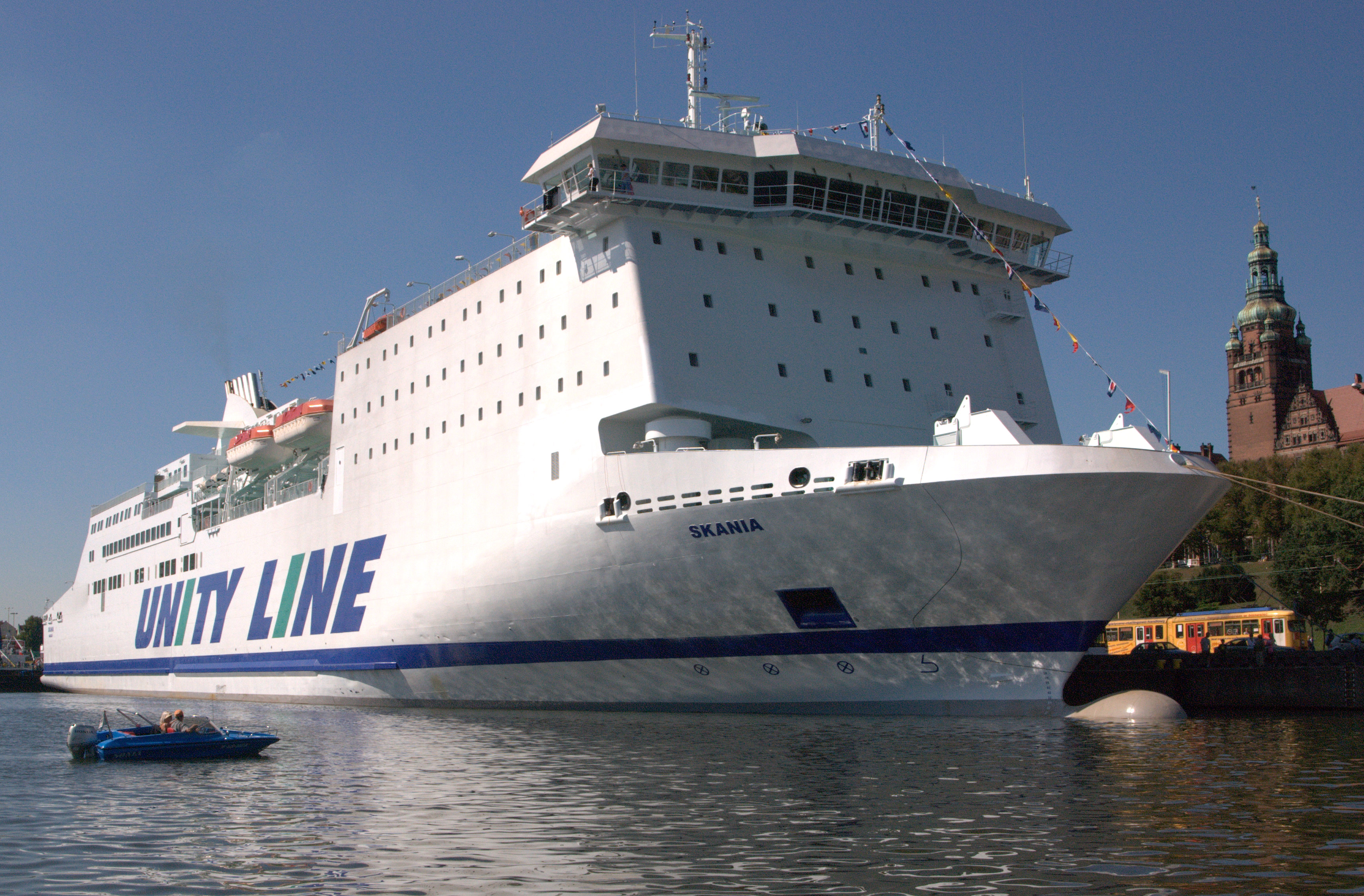
Skania

Unity Line är ett polskt rederi hemmahörande i Szczecin som sedan 1994 bedrivit färjetrafik mellan Sverige och Polen.

## Rutter
- Ystad – Świnoujście
- Trelleborg – Świnoujście

## Färjor
- M/S Polonia
- M/S Gryf
- M/S Jan Śniadecki
- M/S Galileusz
- M/S Wolin
- M/S Skania
- M/S Copernicus

### Tidigare färjor
- M/S Mikołaj Kopernik (1995-2008)[2]

## Galleri

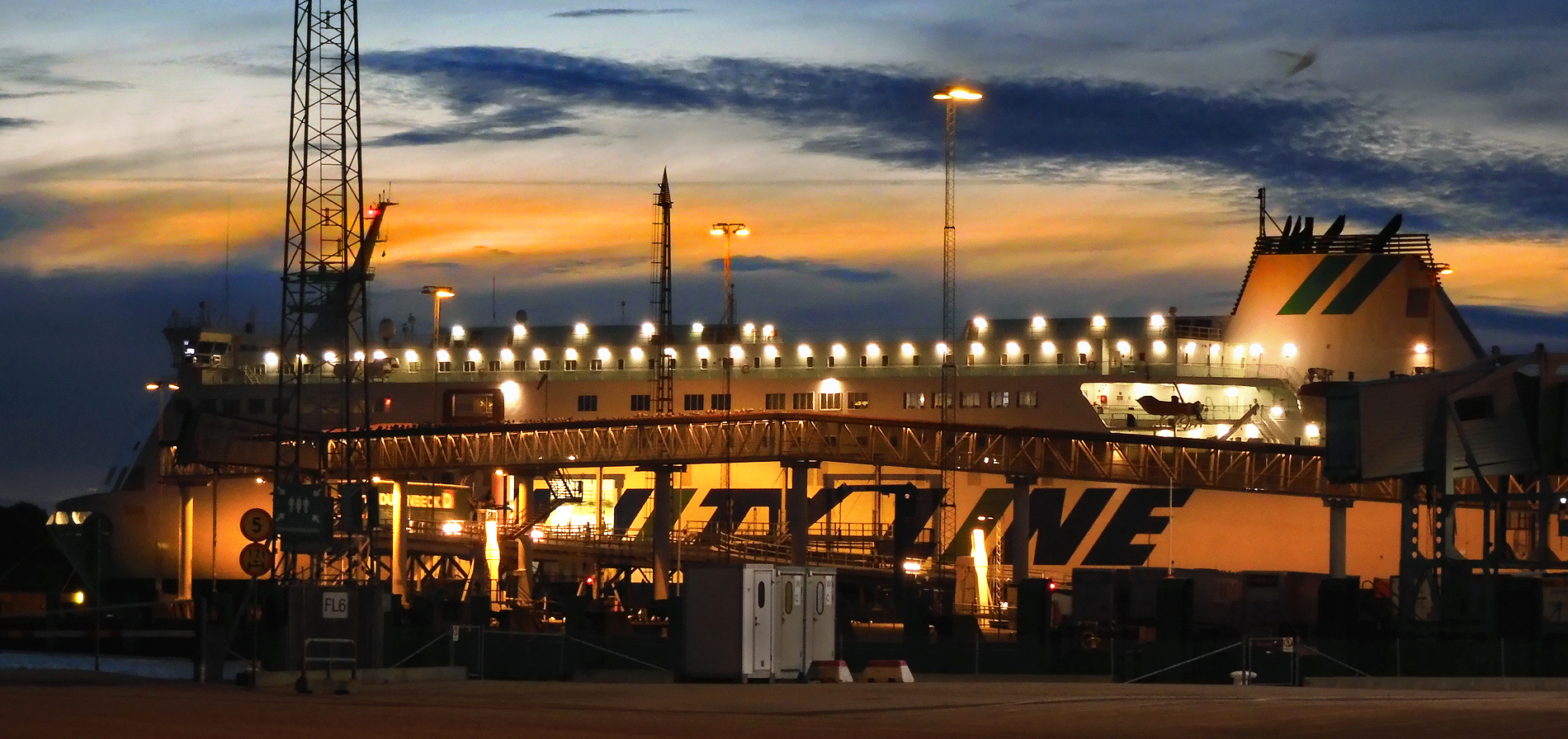
M/S Polonia i Ystad strax före avgång 5 september 2022.
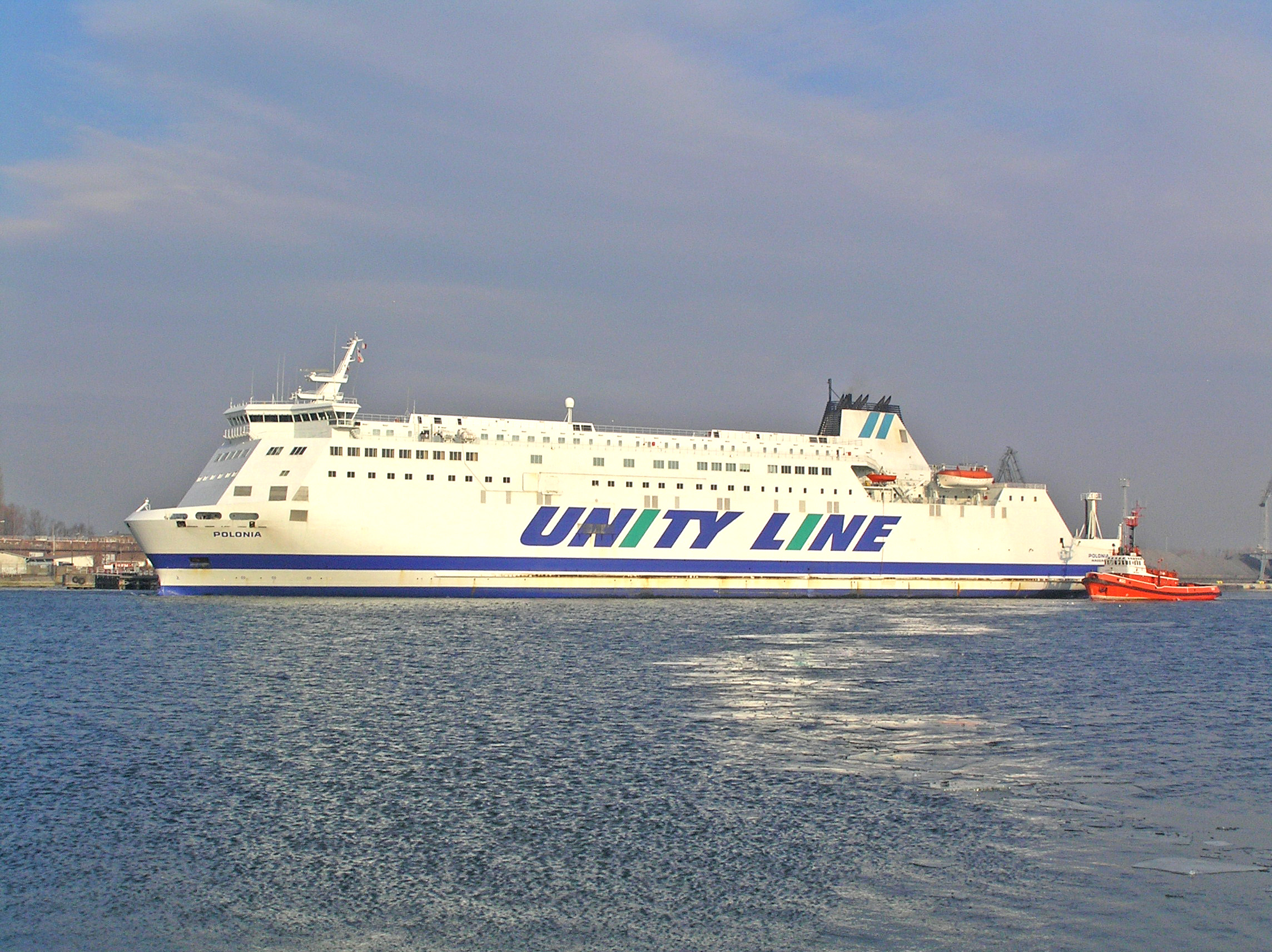
Polonia.
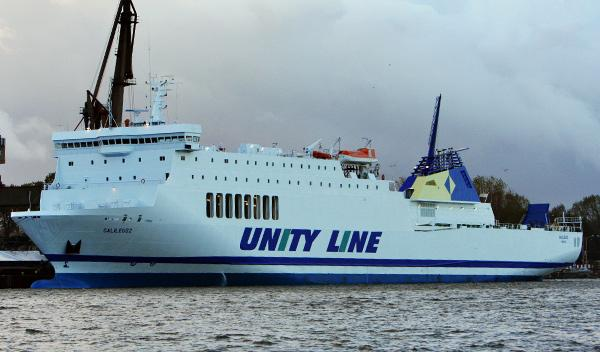
Galileusz.
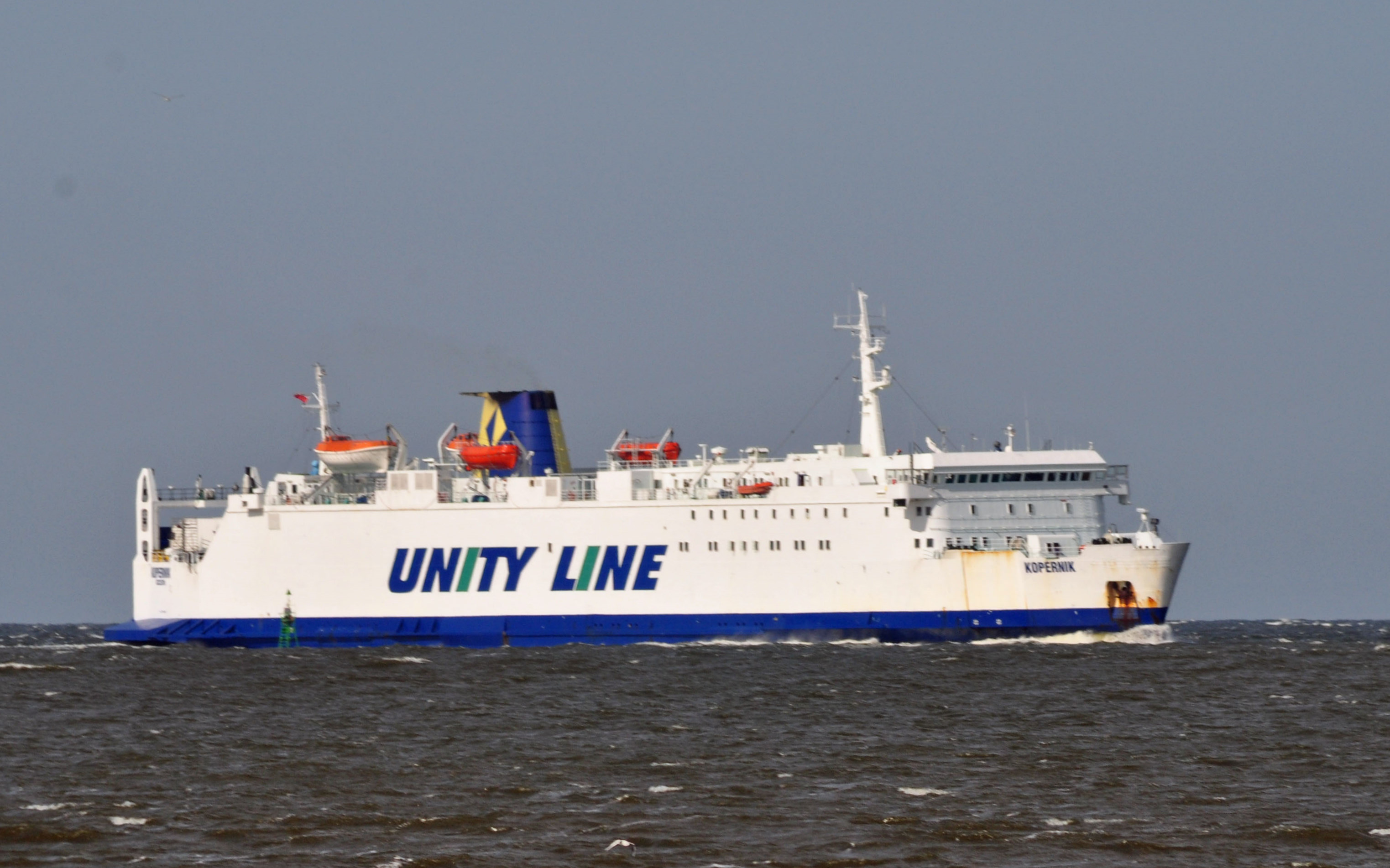
Kopernik.
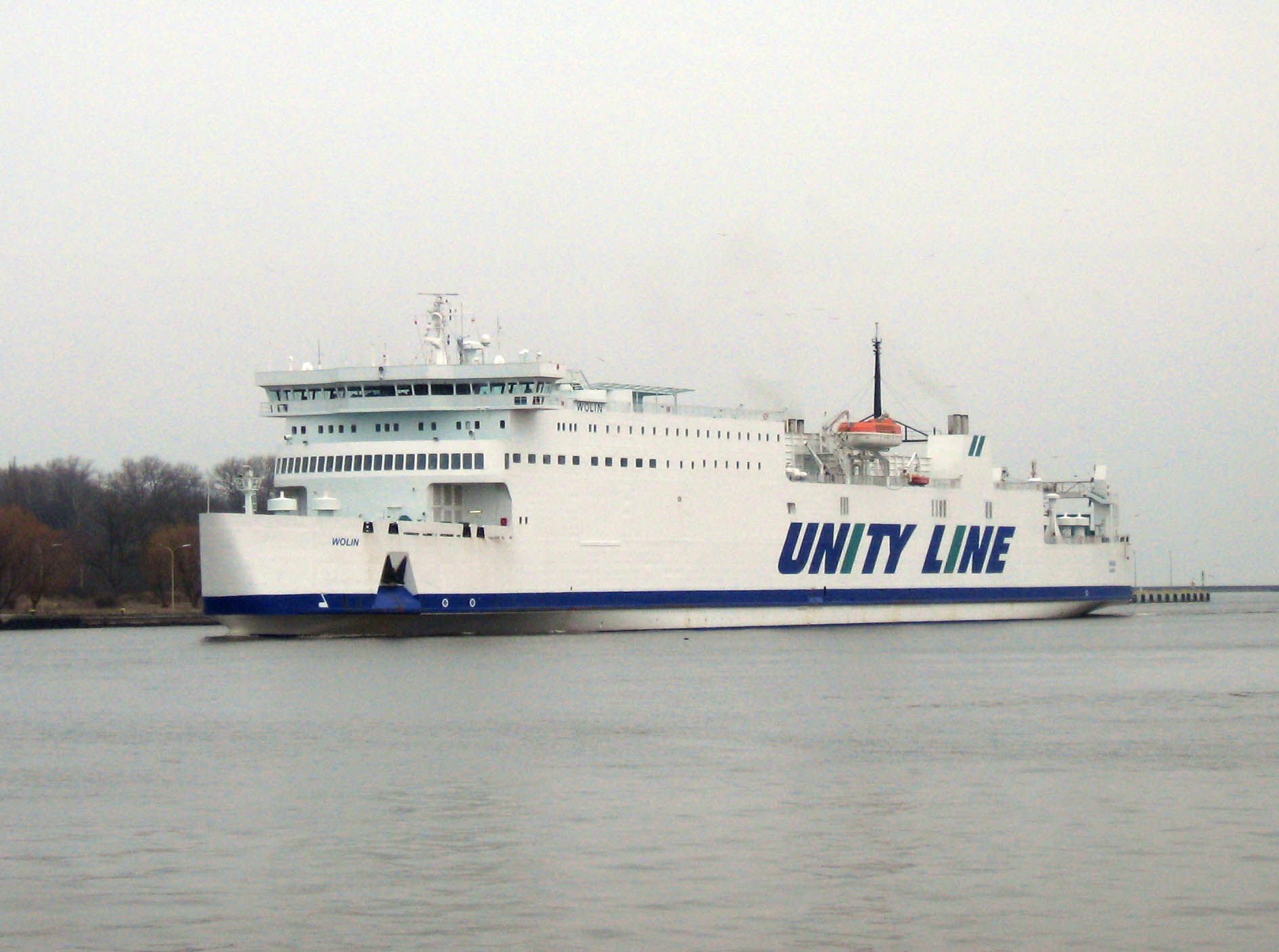
Wolin.